# Yun Hyon-seok
Yun Hyon-seok (kor. 윤현석; ur. 7 sierpnia 1984 w Inczon, zm. 26 kwietnia 2003 w Seulu) – południowokoreański poeta, pisarz i działacz LGBT. Popełnił samobójstwo w proteście przeciwko dyskryminacji homoseksualistów, w Korei Południowej, w wieku 19 lat. Walczył też z dyskryminacją społeczną oraz rasizmem.

## Życiorys
Yun urodził się w Bupyeong-gu, w Inczon, w rodzinie rzymskokatolickiej i został ochrzczony imieniem „Antonio”. Jego rodzice byli nauczycielami w szkole. Jako dziecko był zastraszany przez rówieśników. W wyniku tego zastraszania brał środki uspokajające i nasenne. Od 1 marca 2000 uczęszczał do „liceum Seil” w Bupyeong-gu. Jednak w grudniu 2002 rzucił szkołę średnią i przeniósł się do dzielnicy Dongdaemun-gu. Tam zaangażował się w działalność literacką i aktywistyczną LGBT. 
Dopiero w szkole średniej odkrył, że jest gejem. Jego rodzina nie pochwalała jego homoseksualizmu i wywierała na nim presję, aby był heteroseksualny. Yun nie chciał być heteroseksualny. Sprzeciwił się nawet teorii, że HIV i powiązane infekcje są przenoszone bezpośrednio przez homoseksualistów, których uważano za wektory wirusa. W swoim sprzeciwie stwierdził, że teoria była nieuzasadnionym założeniem. 
W styczniu 2001 dołączył do klubu poetów D Sijo (시조 詩 調) i klubu poetów W Sijo, z rangą członka studenckiego. Swoją działalność kontynuował przez dwa lata pisząc tradycyjną, koreańską, poetycką formą – Sijo wiele pism, w tym poezję. Występował pod pseudonimem: Yook Woo-dang (kor. 육우당, 六友堂); Seolheon (kor. 설헌, 雪軒) – w odniesieniu do koreańskiej poetki – Heo Nanseolheon;  Midong (kor. 미동, 美童) i Donghwa (kor. 동화, 童花).
26 kwietnia 2003 popełnił samobójstwo na ulicy Dongdaemun w Seulu przez powieszenie się. Dwa dni przed śmiercią Yun napisał sześciostronicowy list pożegnalny.
Po samobójstwie Yuna rząd koreański usunął wzmianki homofobiczne z rejestru. Rok później medialny zakaz homoseksualizmu i problemów LGBT+ został zniesiony w Korei Południowej.

## Publikacje
- Yook Woo Dang: 내 혼은 꽃비 되어 (2013)
- Yook Woo Dang: 육우당 일기 – nieopublikowana